# آب‌انبار خدا مراد
آب‌انبار خدا مراد مربوط به دوره متاخر اسلامی تا دوره معاصر دوره قاجار تا دوره پهلوی است و در اردکان، کشتزارهای عصمت واقع شده و این اثر در تاریخ ۱۵ دی ۱۳۸۷ با شمارهٔ ثبت ۲۴۳۵۴ به‌عنوان یکی از آثار ملی ایران به ثبت رسیده است.